# 河狸湖第131號原住民保留地
河狸湖第131號原住民保留地（Beaver Lake 131），或簡稱為河狸湖 131，是一個位於加拿大亞伯達省雌鹿湖縣，河狸湖族的加拿大原住民保留區，屬於第六號編序條約地。

## 資料來源
1. 1 2  . 地理名稱數據庫. 加拿大自然資源部.   [2015-07-04].（英文）
2. ↑  Elevation taken from Google Maps at geographic coordinates given in the Infobox. Accessed 2015-07-04.
3. ↑  . Aboriginalcanada.gc.ca. 2012-08-16  [2012-10-12]. （原始内容存档于2013-02-05）.